# Nonesuch Press
Nonesuch Press war ein bibliophiler Buchverlag, der 1922 von Francis Meynell, dessen Ehefrau Vera Mendel und David Garnett in London gegründet wurde.

## Geschichte
Der Name der Druckerei leitet sich vom Nonsuch Palace, einem unter König Heinrich VIII. in Surrey erbauten Tudor-Palast ab (1538 bis 1682/83). Das erste Buch, das bei Nonesuch Press erschien, waren die Love Poems von John Donne im Mai 1923. Insgesamt erschienen dort über 140 Bücher. Der Verlag hatte seine beste Zeit in den 1920er und 1930er Jahren, er bestand allerdings bis Mitte der 1960er Jahre. In den späten 1930ern und während der 1940er Jahre überließ Meynell die Druckerei George Macy, dem Gründer und Eigner des Limited Editions Club. In den frühen 1950ern tat sich Meynell sich mit Max Reinhardt, dem Inhaber des Verlagshauses The Bodley Head, zusammen und übernahm das Geschäft wieder. In den letzten Jahren des Bestehens produzierte Nonesuch Press auch klassische Kinderbücher, wie beispielsweise E. Nesbits The Story of the Treasure Seekers oder die Märchensammlungen von Andrew Lang, die in der Cygnet Reihe veröffentlicht wurde.
Ungewöhnlich an Nonesuch Press war, dass die individuelle Gestaltung der Bücher zwar mittels einer handbetriebenen Druckerpresse vorgenommen wurde, die Endproduktion aber von kommerziellen Druckereien, wie Kynoch Press in Birmingham, ausgeführt. Der Grund war natürlich, einem breiten Publikum hochwertige Bücher zu moderaten Preisen zugänglich zu machen. Hervorragend gestaltete und hergestellte Bücher sollten kein Monopol von Privatdruckereien der Buchkunstbewegung sein und sich dem Handdruck-Vorbild von William Morris’ Kelmscott Press verpflichtet fühlen; Meynell wollte beweisen, dass auch mit Maschinen Spitzenerzeugnisse hergestellt werden konnten. Für die Ausschmückung der Werke arbeitete Nonesuch Press mit namhaften Buchillustratoren wie beispielsweise Edward McKnight Kauffer oder Eric Ravilious zusammen.
Einige der bekanntesten Editionen von Nonesuch Press waren die Gesammelten Werke der Dramatiker William Congreve und William Wycherley, sowie Übersetzungen von Cervantes und Dante.